# Stefano Nava
Stefano Nava (Milán, Italia, 19 de febrero de 1969) es un exjugador y exentrenador de fútbol italiano. En su etapa como jugador profesional se desempeñaba como defensa. Actualmente se encuentra sin equipo. También se desempeña como comentarista de fútbol en Sky Italia. En 2014, fue elegido como el nuevo comentarista de la edición italiana del FIFA 15, junto a Pierluigi Pardo, sustituyendo a la histórica dupla Caressa-Bergomi.

## Clubes

### Como jugador
| Club                | País   | Año       |
| ------------------- | ------ | --------- |
| Virescit Boccaleone | Italia | 1988-1989 |
| AC Reggiana         | Italia | 1989-1990 |
| AC Milan            | Italia | 1990-1995 |
| → Parma AC (cedido) | Italia | 1991-1992 |
| Calcio Padova       | Italia | 1995-1996 |
| Servette FC         | Suiza  | 1996-1997 |
| UC Sampdoria        | Italia | 1997-1999 |
| AC Pro Sesto        | Italia | 2000-2001 |

### Como entrenador
| Club                                        | País   | Año       |
| ------------------------------------------- | ------ | --------- |
| AC Pro Sesto                                | Italia | 2004      |
| Masseroni Marchese                          | Italia | 2009      |
| AC Milan Giovanissimi Nazionali (asistente) | Italia | 2011-2012 |
| AC Milan Allievi Nazionali (asistente)      | Italia | 2012-2013 |
| AC Milan Berretti                           | Italia | 2014-2016 |
| AC Milan Primavera                          | Italia | 2016-2017 |

## Palmarés

### Campeonatos nacionales
| Título              | Club     | País   | Año  |
| ------------------- | -------- | ------ | ---- |
| Copa Italia         | AC Milan | Italia | 1992 |
| Supercopa de Italia | AC Milan | Italia | 1992 |
| Serie A             | AC Milan | Italia | 1993 |
| Supercopa de Italia | AC Milan | Italia | 1993 |
| Serie A             | AC Milan | Italia | 1994 |
| Supercopa de Italia | AC Milan | Italia | 1994 |

### Copas internacionales
| Título                       | Club     | Sede            | Año  |
| ---------------------------- | -------- | --------------- | ---- |
| Supercopa de Europa          | AC Milan | Milán (Italia)  | 1990 |
| Copa Intercontinental        | AC Milan | Tokio (Japón)   | 1990 |
| Liga de Campeones de la UEFA | AC Milan | Atenas (Grecia) | 1994 |
| Supercopa de Europa          | AC Milan | Milán (Italia)  | 1994 |